# San Caralampio, Amatenango del Valle
San Caralampio är en ort i Mexiko.   Den ligger i kommunen Amatenango del Valle och delstaten Chiapas, i den sydöstra delen av landet, 800 km öster om huvudstaden Mexico City. San Caralampio ligger 2 201 meter över havet och antalet invånare är 124.
Terrängen runt San Caralampio är kuperad. Runt San Caralampio är det ganska tätbefolkat, med 67 invånare per kvadratkilometer. Närmaste större samhälle är Teopisca, 14,2 km väster om San Caralampio. I omgivningarna runt San Caralampio växer huvudsakligen savannskog.